# Ensemble Obere Stadt (Bad Reichenhall)

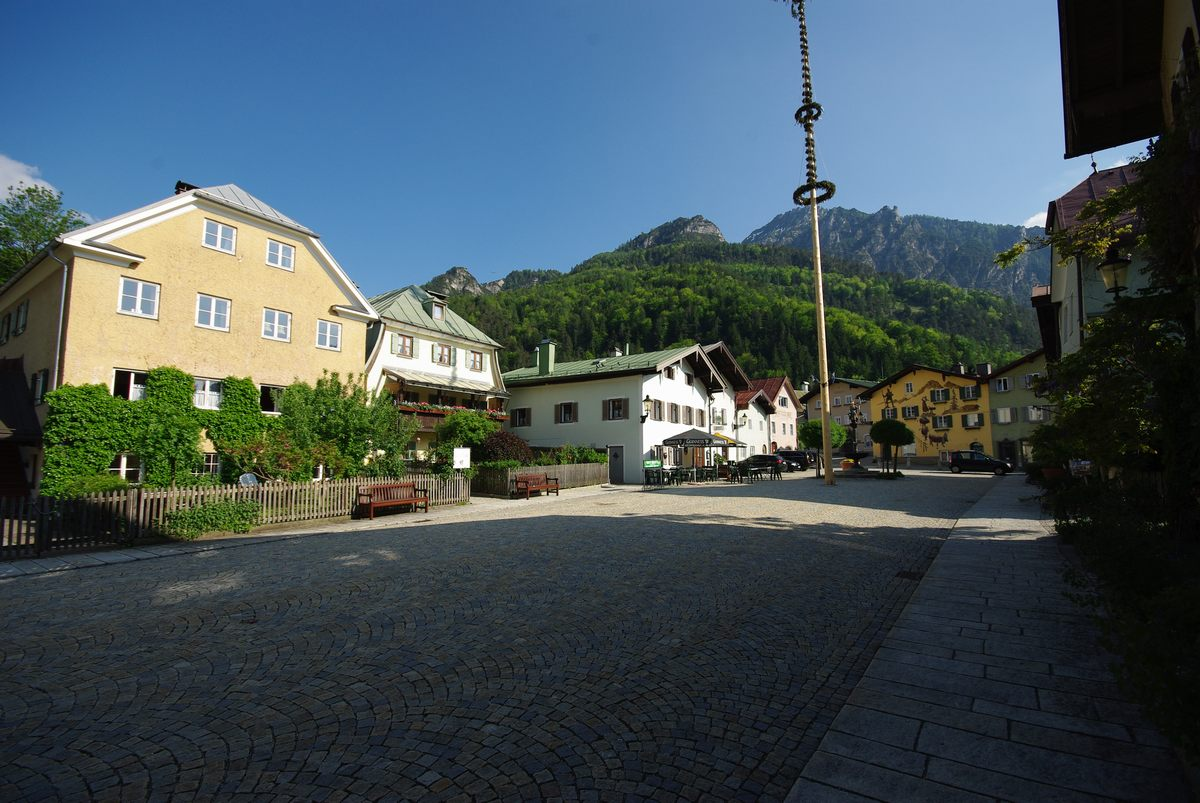
Florianiplatz – Das Herzstück der Oberen Stadt

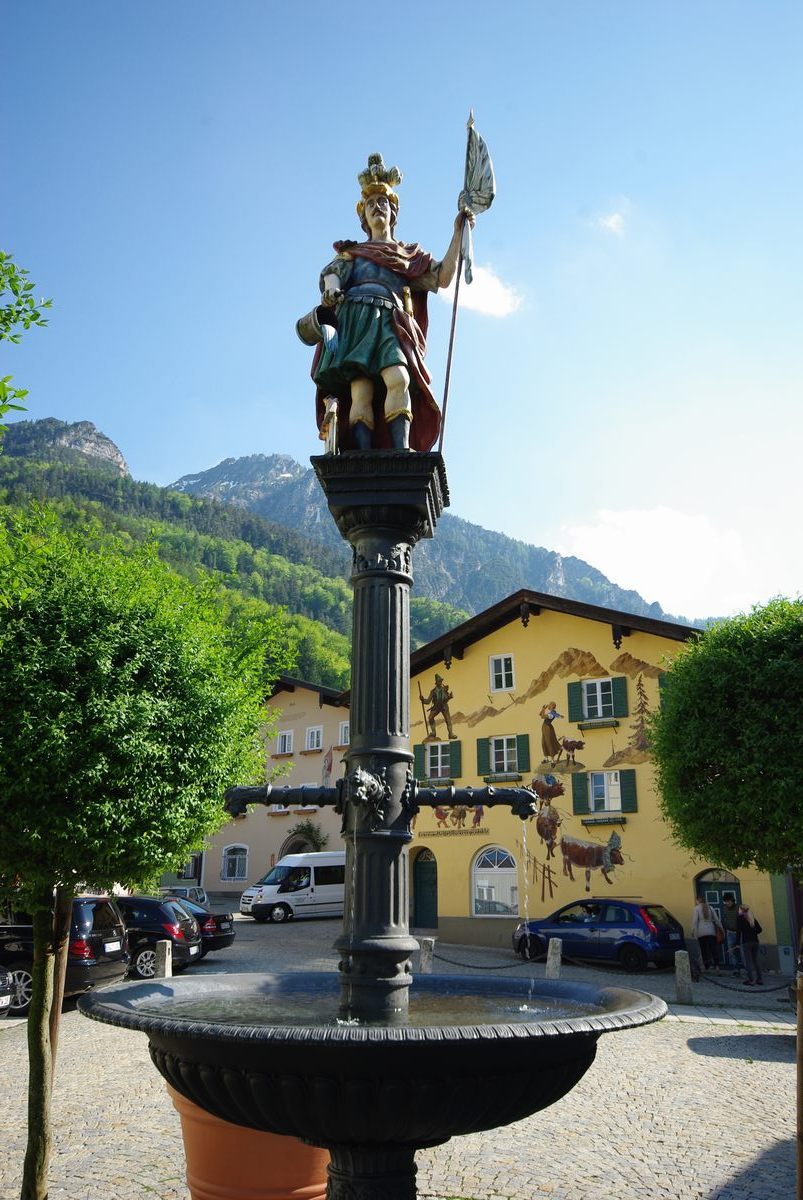
Florianibrunnen

Das Ensemble Obere Stadt ist ein Gebäudeensemble in Bad Reichenhall und steht entsprechend Artikel 1, Absatz 3 des Bayerischen Denkmalschutzgesetzes unter Denkmalschutz. Herzstück des Ensembles ist der Florianiplatz, zudem gehören die Gruttensteingasse, die Tiroler Straße die Sebastianigasse sowie der Obere Lindenplatz zum Ensemble. Das Ensemble Obere Stadt schließt nahtlos an das nördlich gelegene Ensemble Alte Saline an. Im Südosten liegt die denkmalgeschützte Siedlungsanlage Glück im Winkel.

## Beschreibung
Der Florianiplatz liegt im Herzen der Oberen Stadt zwischen dem Oberen Lindenplatz, der Sebastiani-, Gruttenstein- und der Peter-und-Paul-Gasse. Dieser Bereich, der früher auch Dingviertel oder Dingstätterviertel hieß, wurde wie durch ein Wunder mehr als einmal von schlimmen Stadtbränden verschont. Auch nach dem großen Stadtbrand von 1834, der im Bereich des Florianiplatzes und im Restteil der Stadt nur etwa ein halbes Dutzend Häuser verschonte. Auch wenn es kein Gotteshaus gab, das dem heiligen Florian geweiht war, ist die Tatsache, dass dieser der Schutzpatron der Feuerwehren ist, für die Namensherkunft plausibel. Nach dem Stadtbrand 1834 errichteten die Anwohner des Platzes aus Dankbarkeit zudem den Florianibrunnen, der eine Statue des heiligen Florian trägt. Ebenfalls zum Ensemble gehört die Tiroler Straße, die zum Tiroler Tor hinführte, das jene Reisende und Händler nahmen, die sich in Richtung Tirol auf den Weg machten. Der Florianiplatz selbst führt in Richtung Peter-und-Paul-Turm und damit des ehemaligen Peter-und-Paul-Tors zu. 
Die Gebäude in diesem Bereich sind in charakteristischer Alt-Reichenhaller Bauweise, meist giebelständig mit verputzten Fassaden und vorkragenden Flachsattel- oder Schopfwalmdächern, errichtet. Die Tiroler Straße und die Westseite des Florianiplatzes weisen eine geschlossene Bebauung auf, auf der Ostseite des Florianiplatzes lockern kleine Verbindungswege und unregelmäßige Fassaden die Struktur auf.

## Geschichte

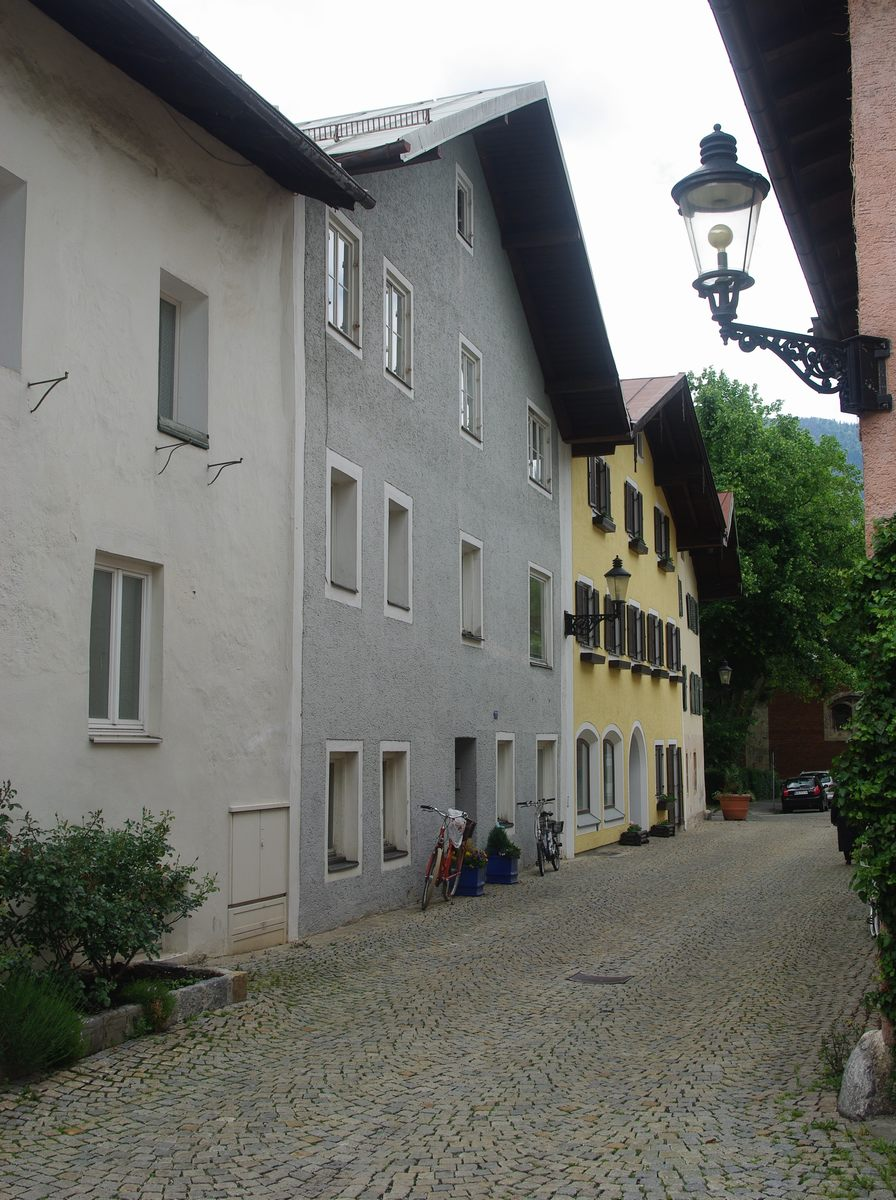
Florianiplatz 8, 6 und 4, Geburtshaus von Viktoria Savs

Da die Gebäude am und um den Florianiplatz mehr als einmal von schlimmen Bränden – zuletzt beim großen Stadtbrand 1834 – verschont wurden, befinden sich hier die meistern der ältesten Gebäude der Stadt. Diese stammen teilweise aus dem 16. und 17. Jahrhundert, im Kern sollen Teile einiger Häuser sogar bis in die Zeit der römischen Besiedelung zurückreichen. Der Florianibrunnen wurde gegen Ende des 19. Jahrhunderts errichtet. Die Tiroler Straße hieß bis etwa 1800 Oberste Gasse.
1899 wurde Viktoria Savs, „Das Heldenmädchen von den drei Zinnen“, im heutigen Haus Nr. 6 am Florianiplatz geboren.
Der Luftangriff auf Bad Reichenhall am 25. April 1945 galt nachweislich den Bahnhöfen der Bahnstrecken Freilassing–Bad Reichenhall und Bad Reichenhall–Berchtesgaden. Da die Obere Stadt in direkter Nachbarschaft des Kirchberger Bahnhofes liegt, wurde auch dieser Bereich in Mitleidenschaft gezogen. Anders als das Kammerbotenviertel, das direkt an die Obere Stadt anschließt und nahezu vollständig zuerstört wurde, waren die Schäden in der Oberen Stadt weniger schwer. Total zerstört wurden die Häuser Florianigasse (heutiger Florianiplatz) 21, Gruttensteingasse 11 und 13 sowie Tiroler Straße 1, 2 und 4. Das Haus Tiroler Straße 3 wurde schwer beschädigt, weitere 26 Häuser in der Florianigasse, der Gruttensteingasse, der Sebastianigasse und der Tiroler Straße wurden leicht beschädigt.
In jüngerer Vergangenheit wurde der Florianiplatz mit seinem historischen Häuserbestand als Kulisse für Fernsehproduktionen entdeckt. Unter anderem entstanden hier mehrere Szenen für die Fernsehserie Lena Lorenz sowie für die Fernsehfilme Die Hochzeit meiner Schwester und Rufmord.

## Einzeldenkmäler

### Florianiplatz
- Florianibrunnen: Florianibrunnen, Gusseisenschale mit Figur des hl. Florian, um 1870/90.
- Florianiplatz 2: Wohnhaus, dreigeschossiger Eckbau mit Flachsatteldach und mehrfach gebrochenen Fluchten, wohl 16./17. Jahrhundert
- Florianiplatz 3, 5: Wohnhaus, zweigeschossiger firstgeteilter Flachsatteldachbau, bez. 1672; bei Haus Nr. 3 mit außerordentlicher Mauerstärke, im Kern mittelalterlich
- Florianiplatz 8: Wohnhaus, traufseitiger zweigeschossiger Flachsatteldachbau, im Kern wohl spätmittelalterlich, Fassade um Mitte 19. Jahrhundert
- Florianiplatz 10: Wohnhaus, dreigeschossiger Flachsatteldachbau, 17./18. Jahrhundert, Fassade um 1860/80
- Florianiplatz 15: Wohnhaus, zweigeschossiger Flachsatteldachbau, Anfang 19. Jahrhundert, im Kern älter
- Florianiplatz 16: Wohn- und Geschäftshaus, ehem. Doppelhaus, dreigeschossiger Flachsatteldachbau, 17./18. Jahrhundert, Fassade mit hölzernem Ladenprospekt, um 1860/80
- Florianiplatz 18: Wohn- und Geschäftshaus, zweigeschossiger Flachsatteldachbau, 17./18. Jahrhundert, Umbau um Mitte 19. Jahrhundert, Eingangstüren biedermeierlich, Fassadenbemalung von Lothar Korvin 1935
- Florianiplatz 19: Stuck-Tondo, Marienkrönung, wohl 18. Jahrhundert, im Giebel

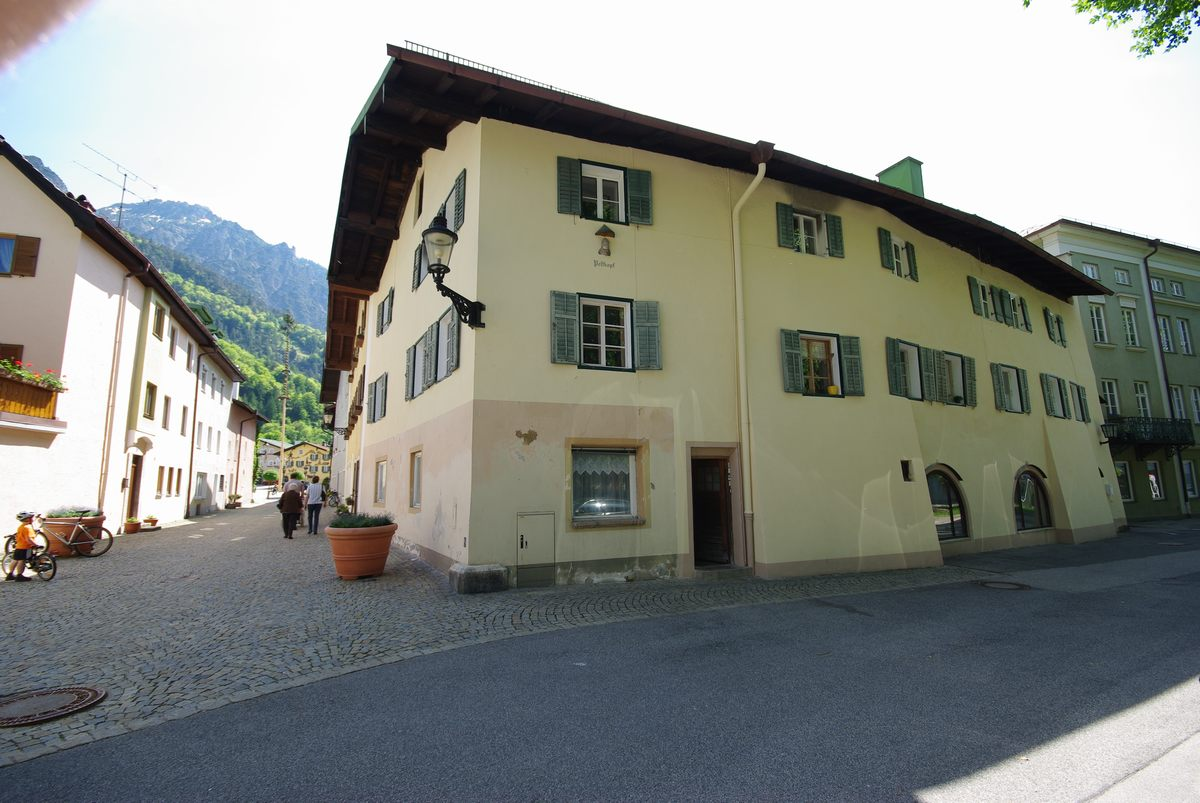
Florianiplatz 2
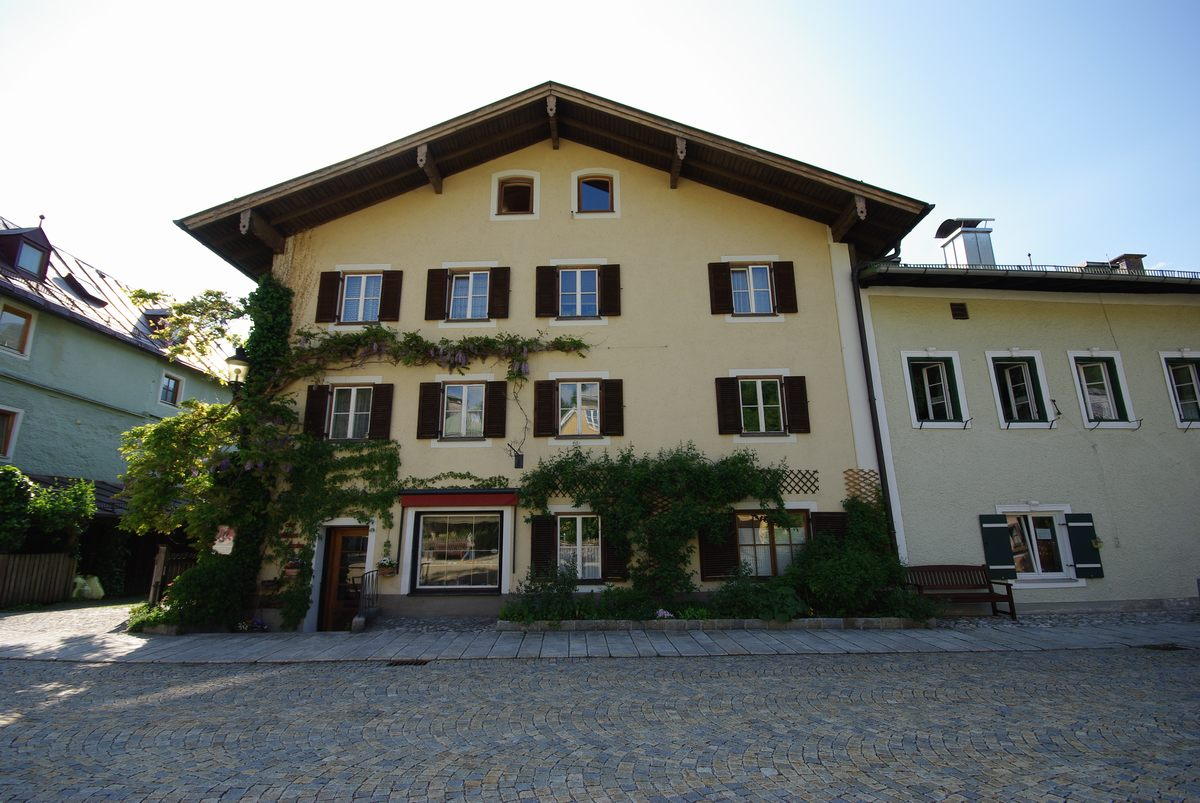
Florianiplatz 10
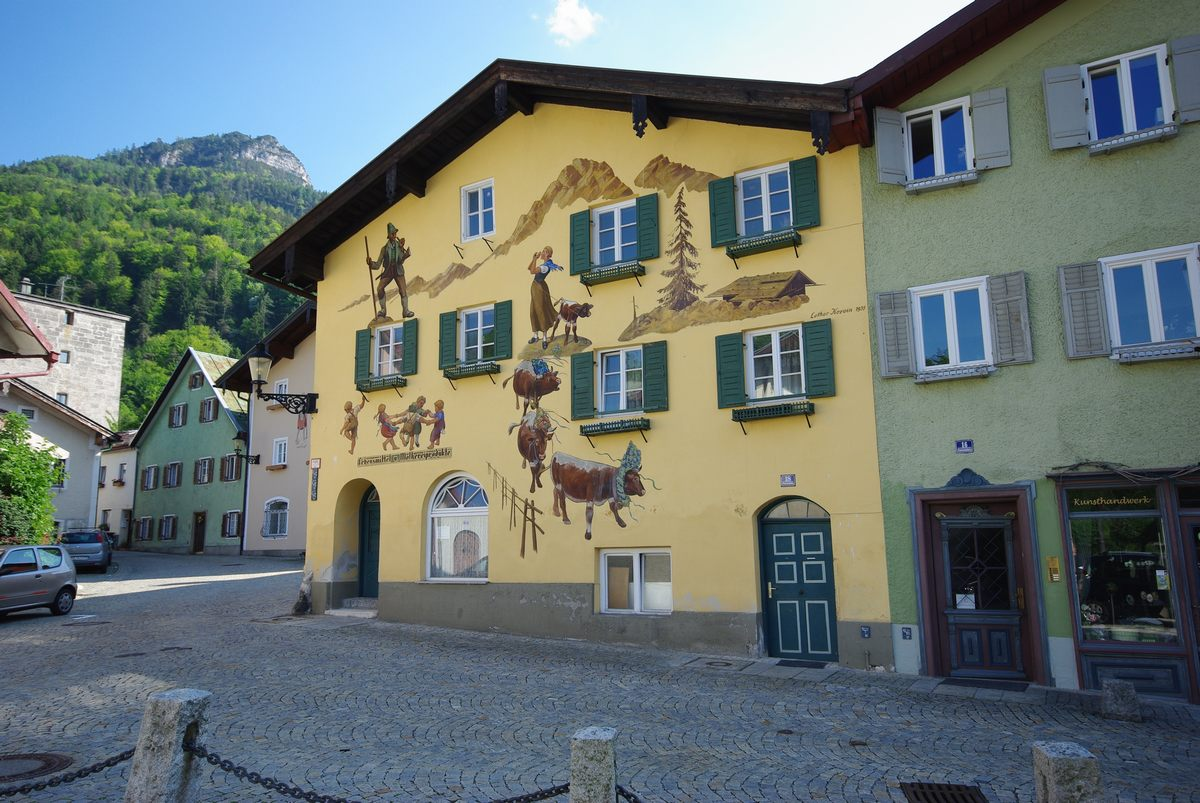
Florianiplatz 18
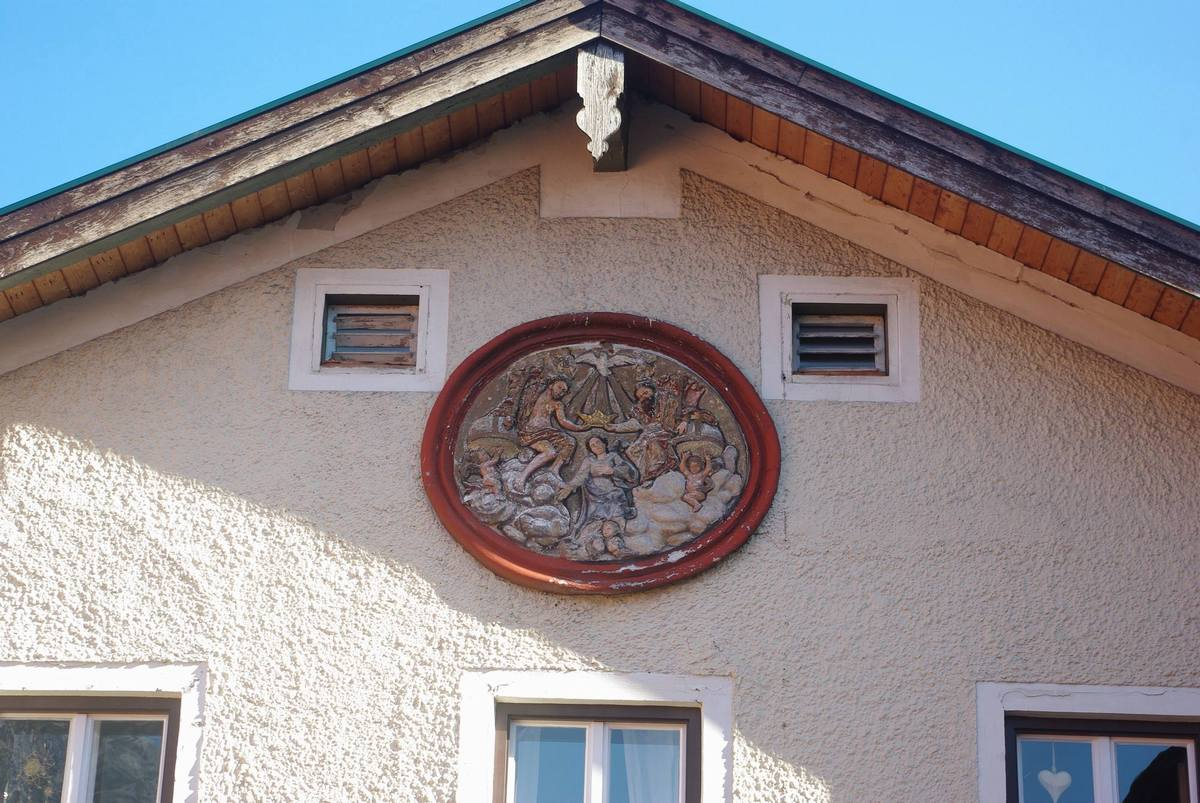
Florianiplatz 19

### Gruttensteingasse
- Gruttensteingasse 1: Wohnhaus, giebelständiger zweigeschossiger Flachsatteldachbau mit Kniestock. Bezeichnet mit dem Jahr 1526, im Kern älter
- Gruttensteingasse 2: Wohnhaus, zweigeschossiger Putzbau mit Schopfwalmdach, im Erdgeschoss Gewölbe, bez. 1846, 1919 umgestaltet, im Kern älter
- Gruttensteingasse 4: Wohnhaus, zweigeschossiger Putzbau mit Satteldach, im Erdgeschoss Gewölbe, um Mitte 19. Jahrhundert, im Kern älter; mit Haus Nr. 2 zusammenhängend; Medaillon mit Darstellung des Hl. Florian, 1834
- Gruttensteingasse 5: Wohn- und Geschäftshaus, zweigeschossiger Flachsatteldachbau, im Erdgeschoss Gewölbe und Holzbalkendecke, 16./17. Jahrhundert
- Gruttensteingasse 6: Dreigeschossiger Flachsatteldachbau, Kelleranlage und aufgehendes Mauerwerk mittelalterlich, mit gewölbtem Flur, Aufstockung und Umbau 19. Jahrhundert, Holzlege mit Pultdach 1881

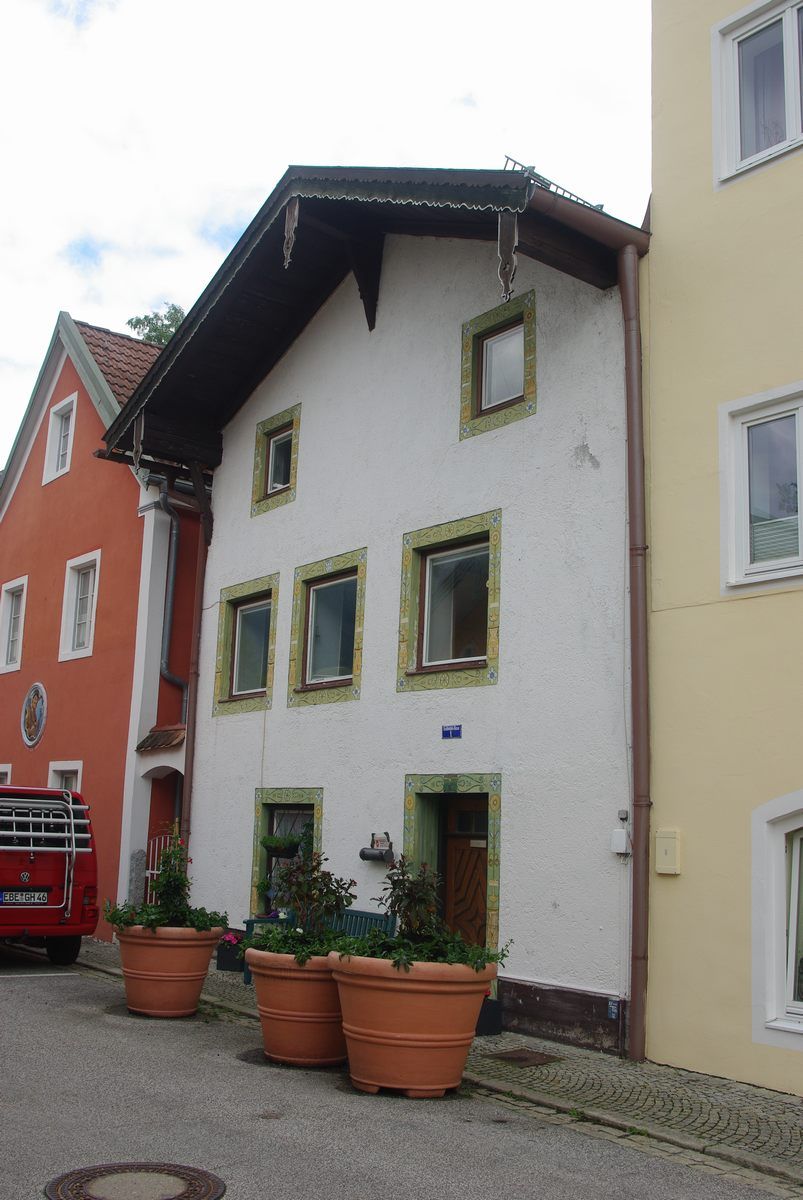
Gruttensteingasse 1
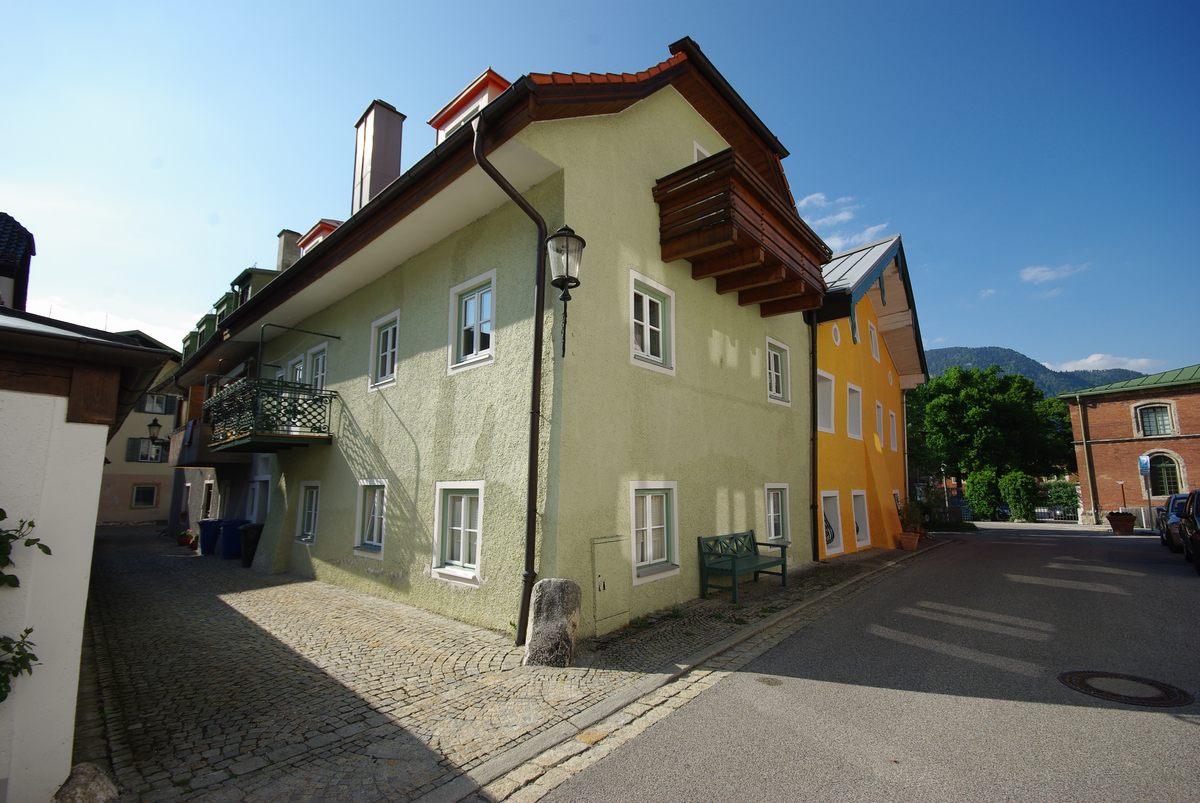
Gruttensteingasse 2
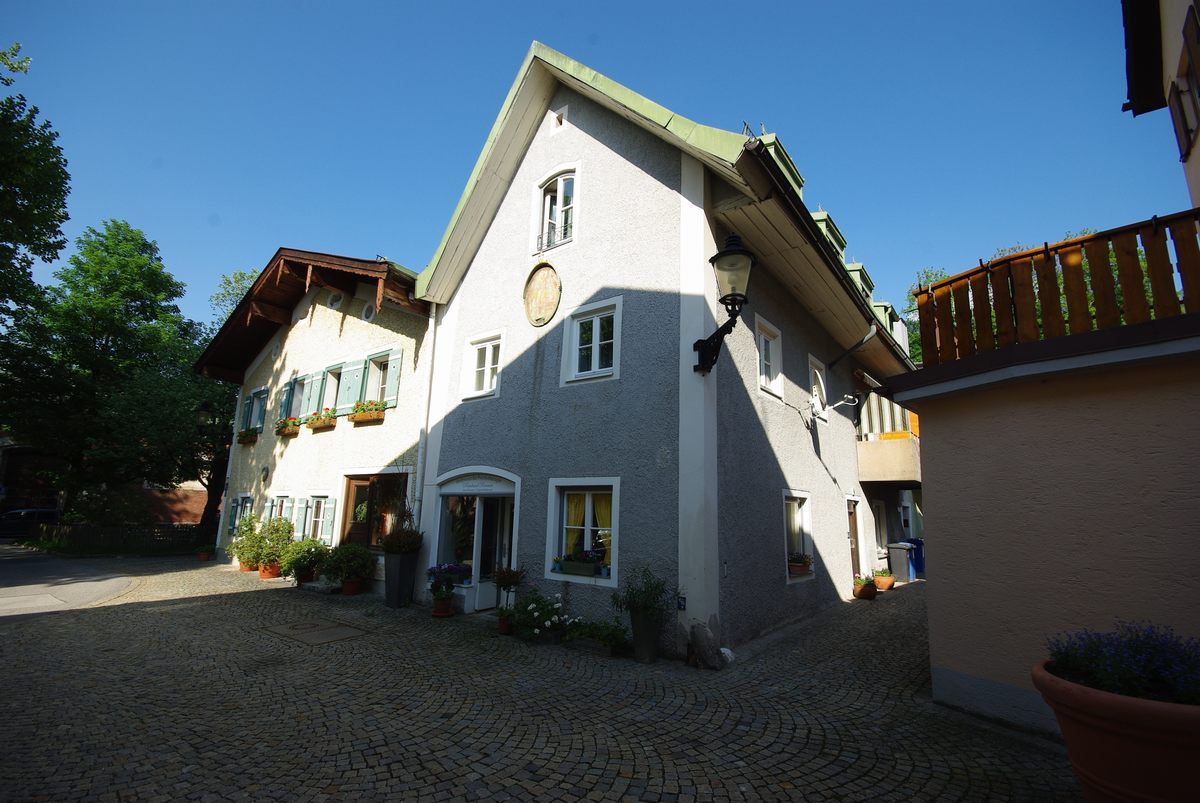
Gruttensteingasse 4
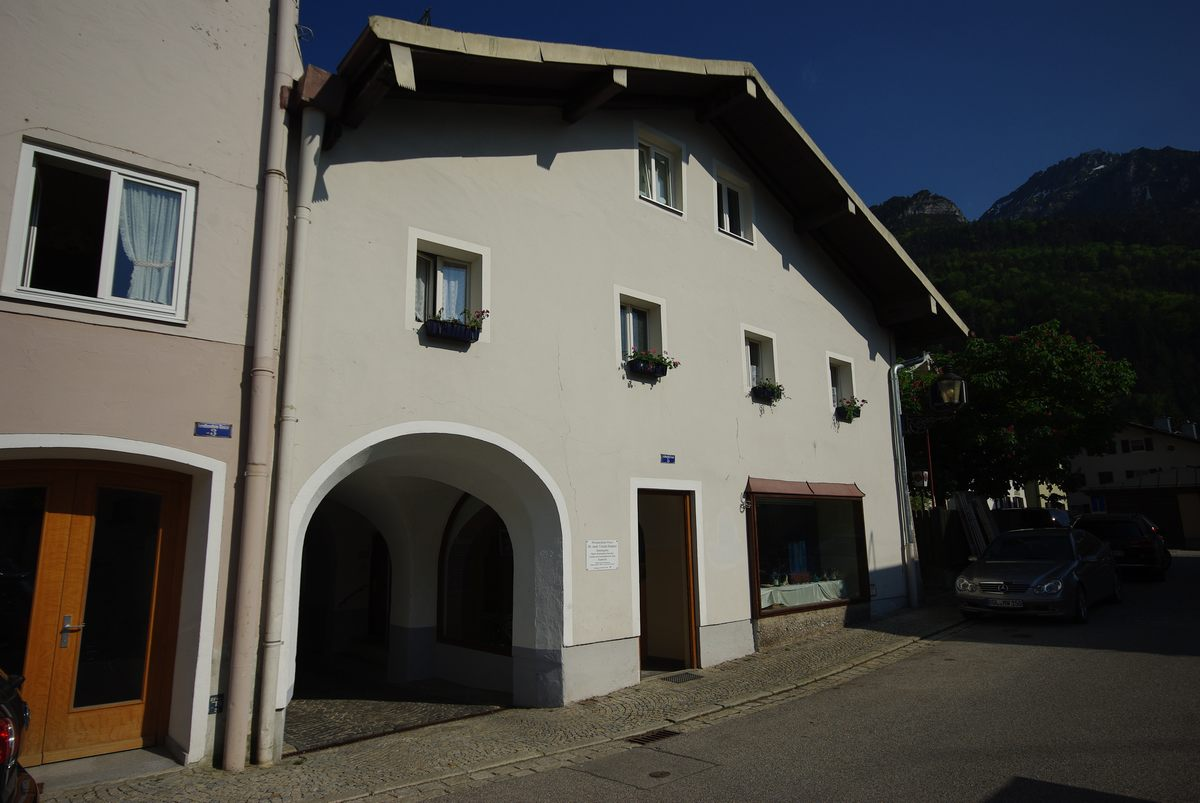
Gruttensteingasse 5
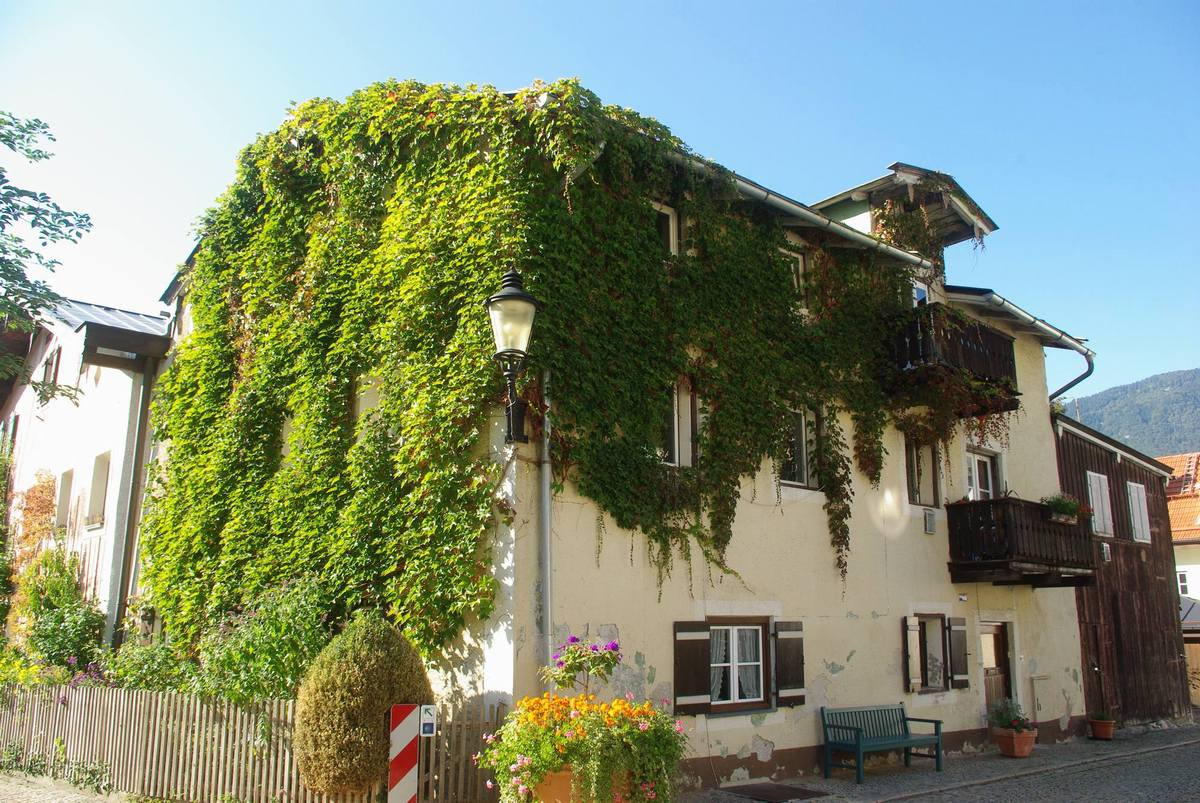
Gruttensteingasse 6

### Oberer Lindenplatz
- Oberer Lindenplatz 1: Wohnhaus, Eckbau mit Flachsatteldach und Putzgliederungen, Anfang 19. Jahrhundert, im Kern älter
- Oberer Lindenplatz 2: Wohnhaus, zweigeschossiger Flachsatteldachbau, im Kern 17./18. Jahrhundert
- Oberer Lindenplatz 3: Wohnhaus, zweigeschossiger Satteldachbau mit Putzgliederungen, 1866, im Kern älter

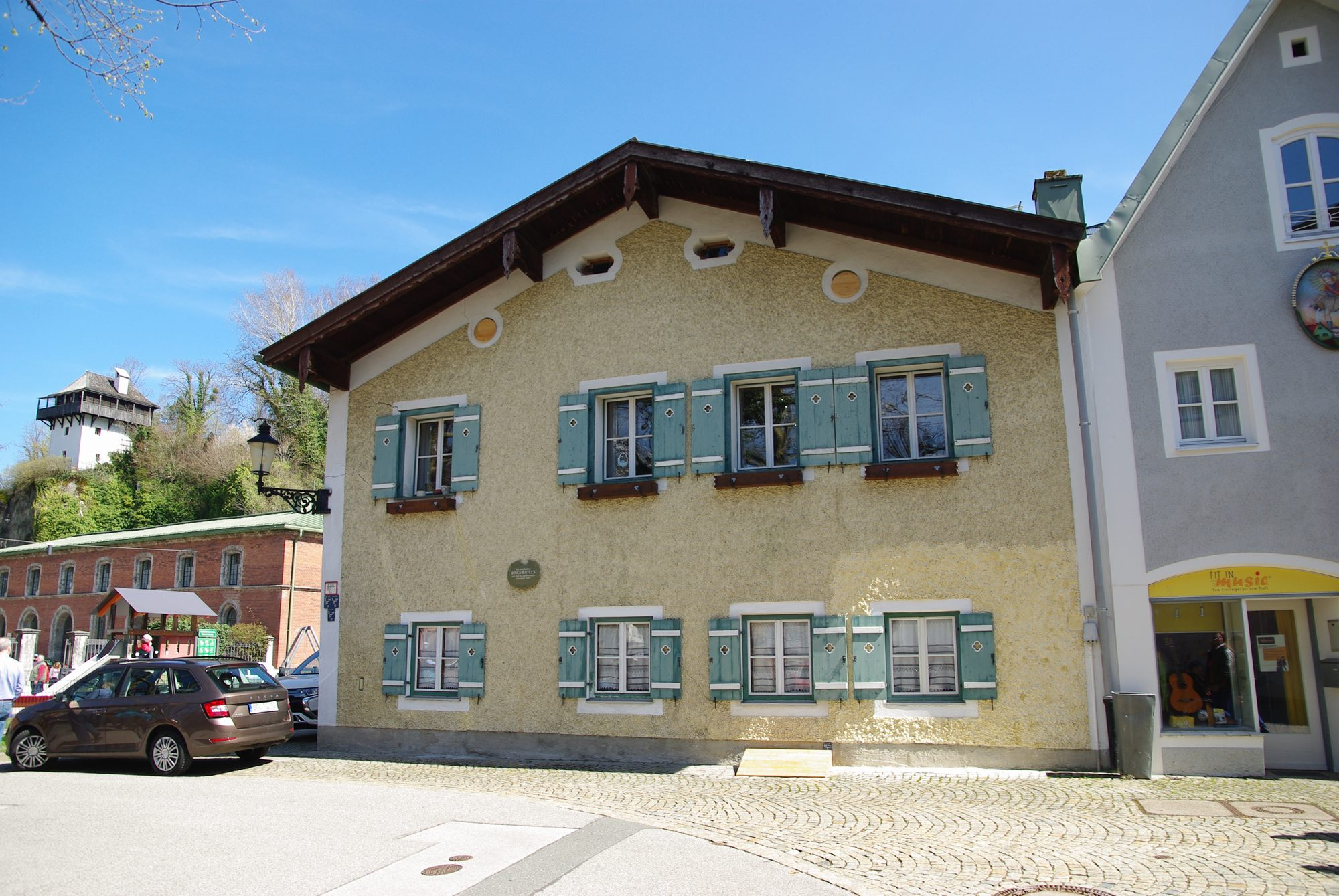
Haus Nr. 1
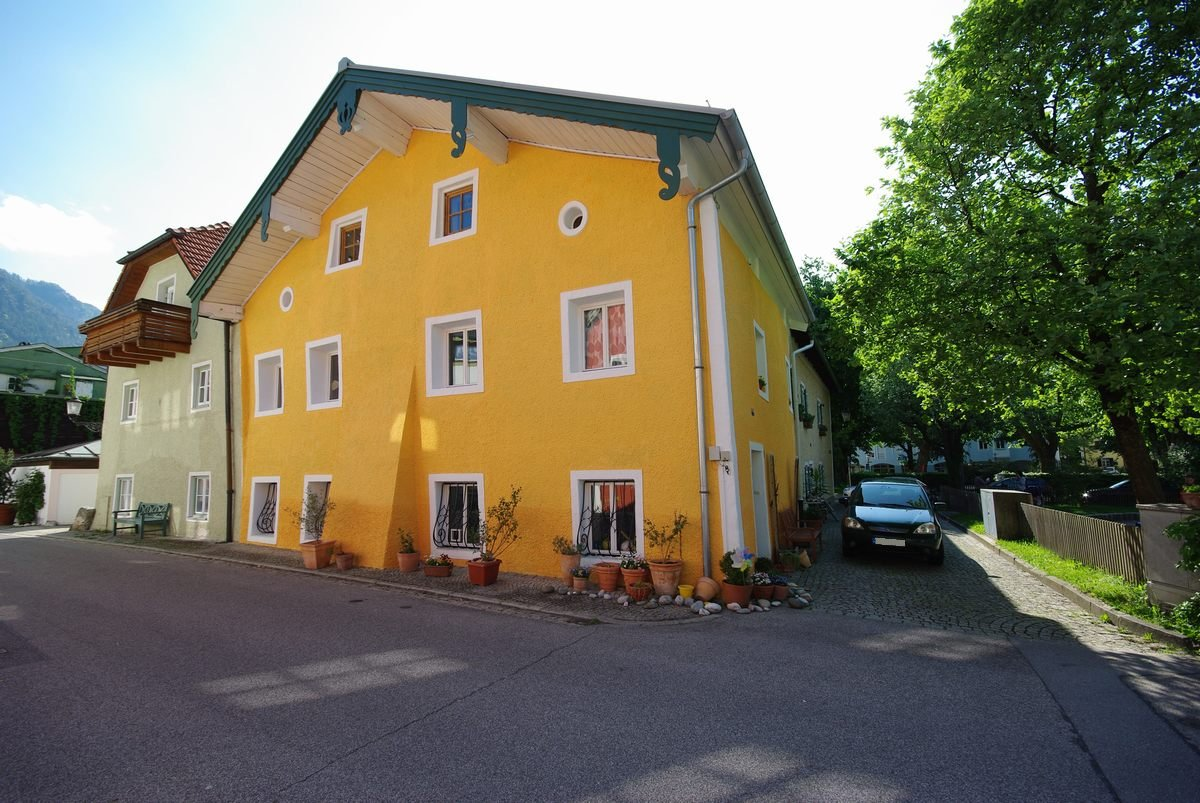
Haus Nr. 2
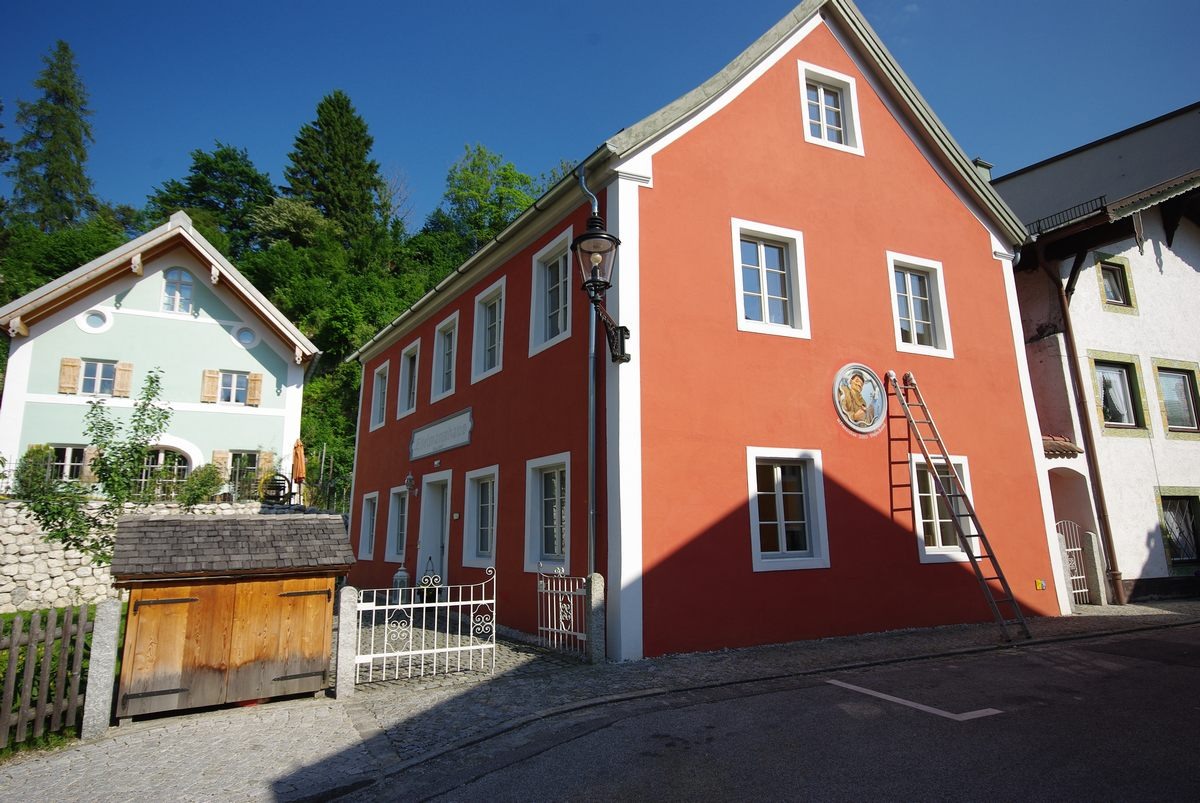
Haus Nr. 3

### Sebastianigasse

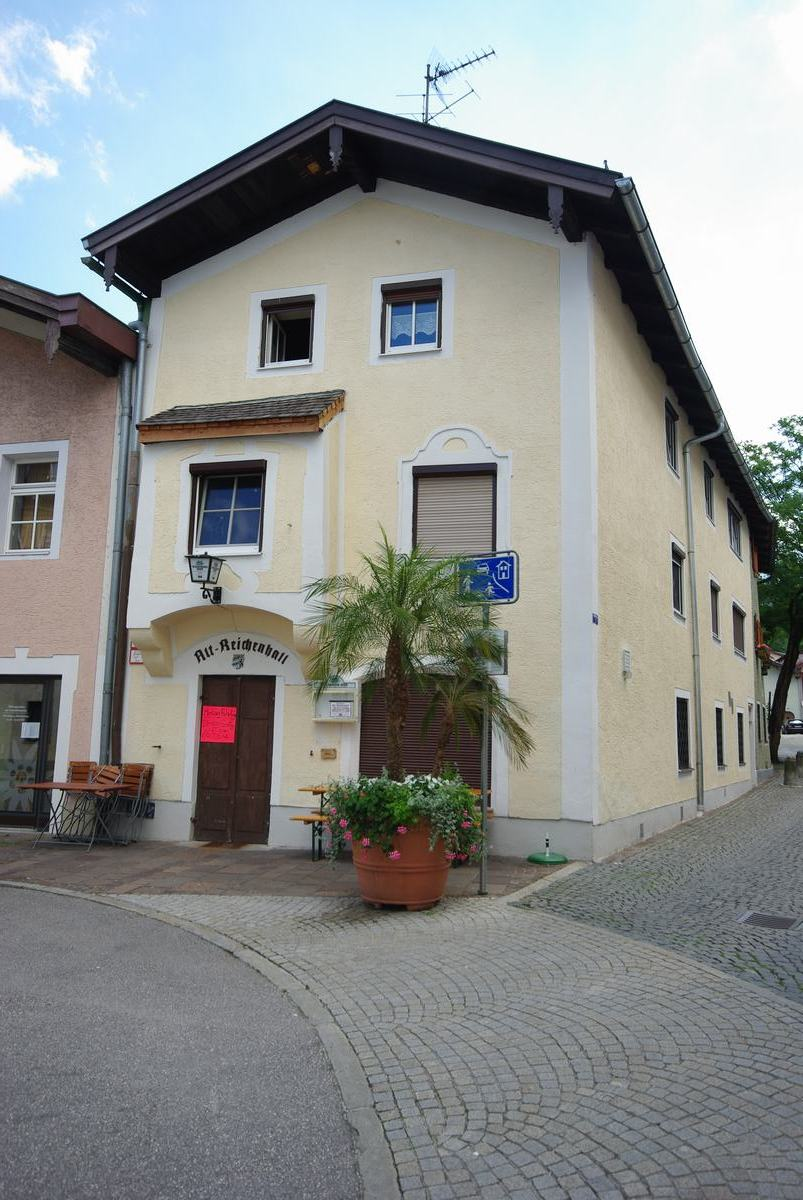
Sebastianigasse 1

- Sebastianigasse 1: Wohnhaus, dreigeschossiger Flachsatteldachbau in Ecklage mit giebelseitigem Flacherker, 18./19. Jahrhundert, im Kern älter

### Tiroler Straße
- Tiroler Straße 3: Wohn- und Geschäftshaus, dreigeschossiger Flachsatteldachbau, im Kern 17./18. Jahrhundert, Fassade um Mitte 19. Jahrhundert
- Tiroler Straße 7: Wohnhaus, dreigeschossiger giebelständiger Flachsatteldachbau mit spätgotischem Torbogen, modern bez. 1532
- Tiroler Straße 9: Wohnhaus, dreigeschossiger Flachsatteldachbau, Erdgeschoss gewölbt, im Kern 16./17. Jahrhundert, Äußeres um Mitte 19. Jahrhundert

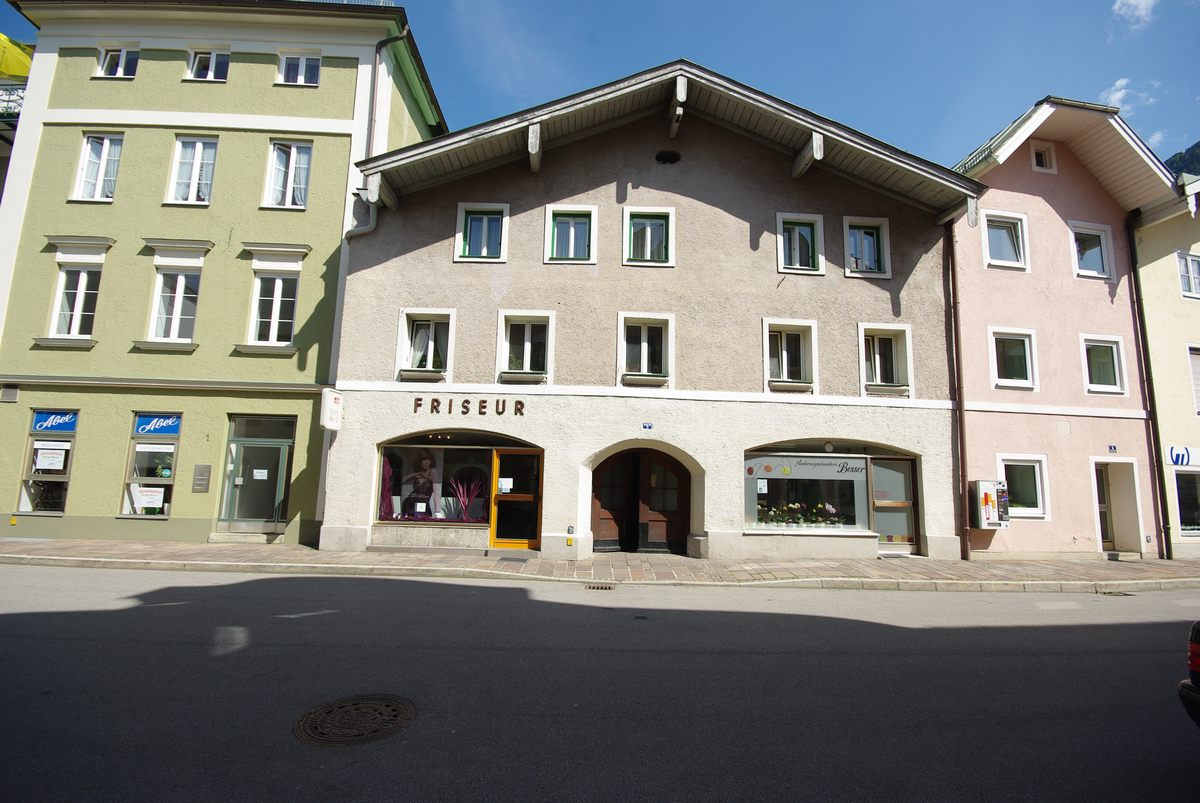
Tiroler Straße 3
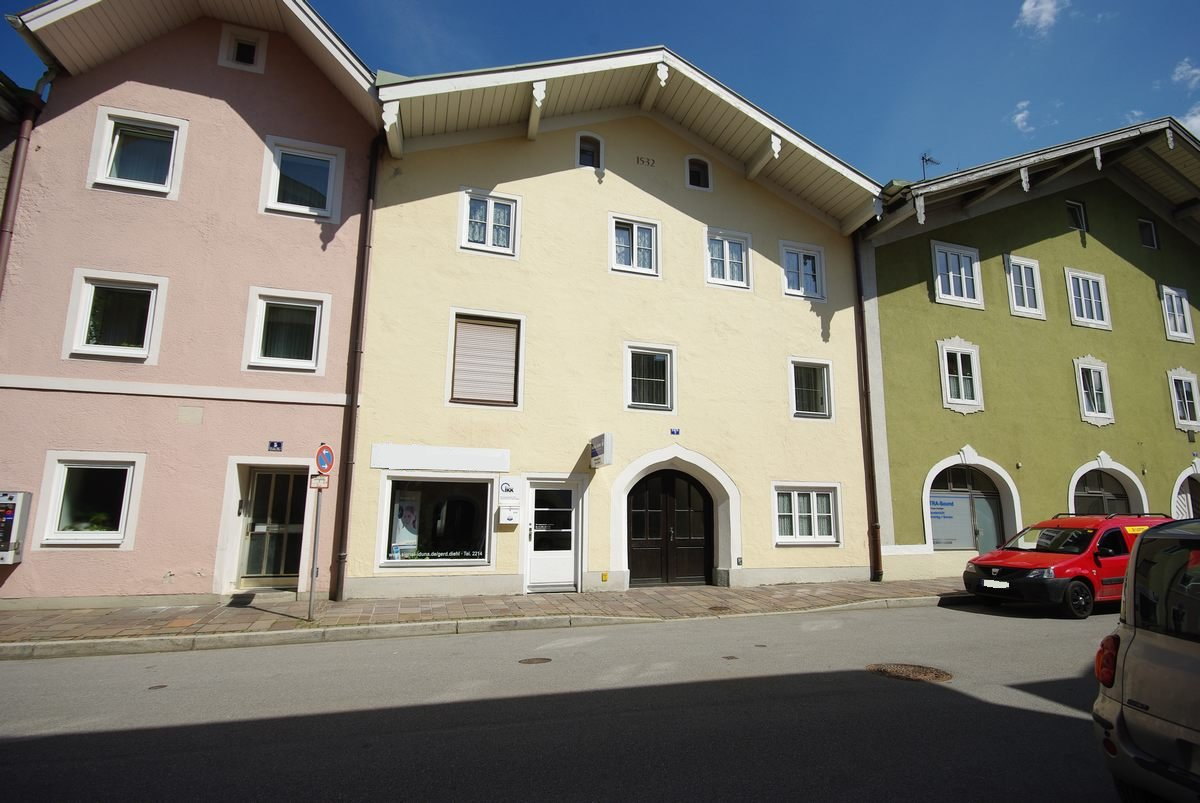
Tiroler Straße 7
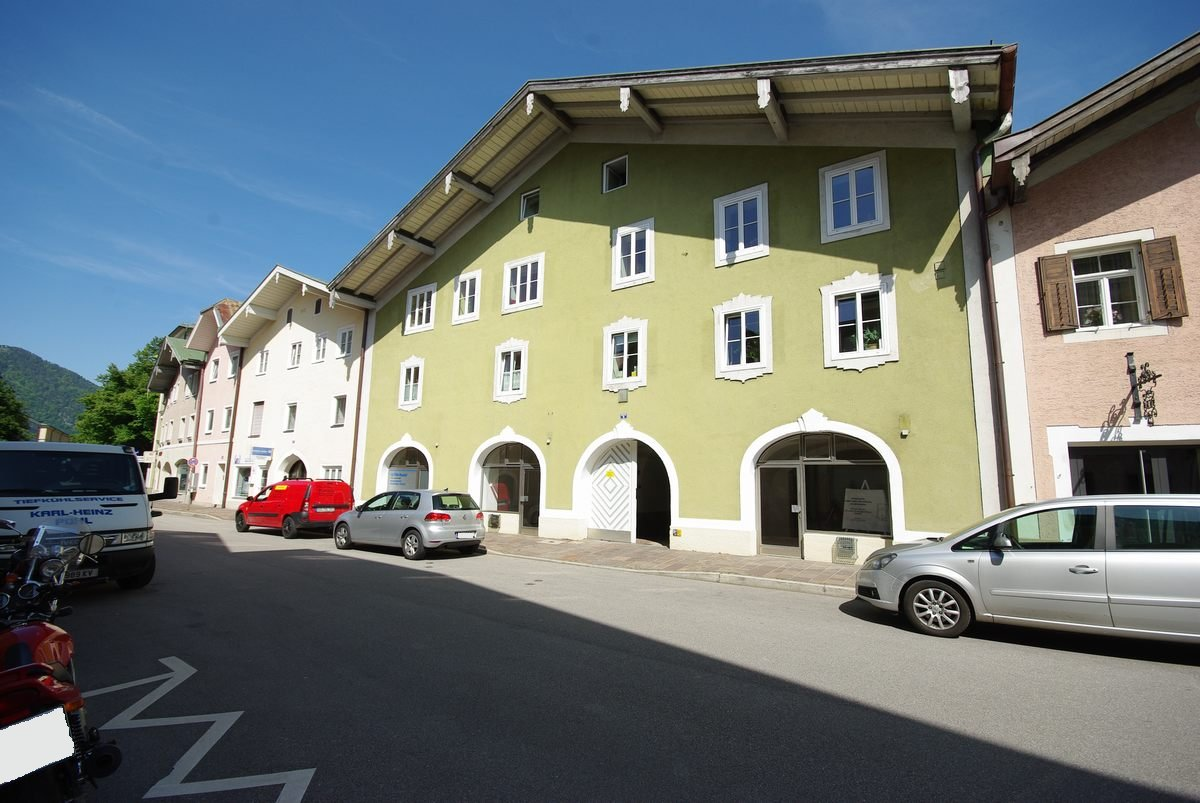
Tiroler Straße 8

### Peter-und-Paul-Turm

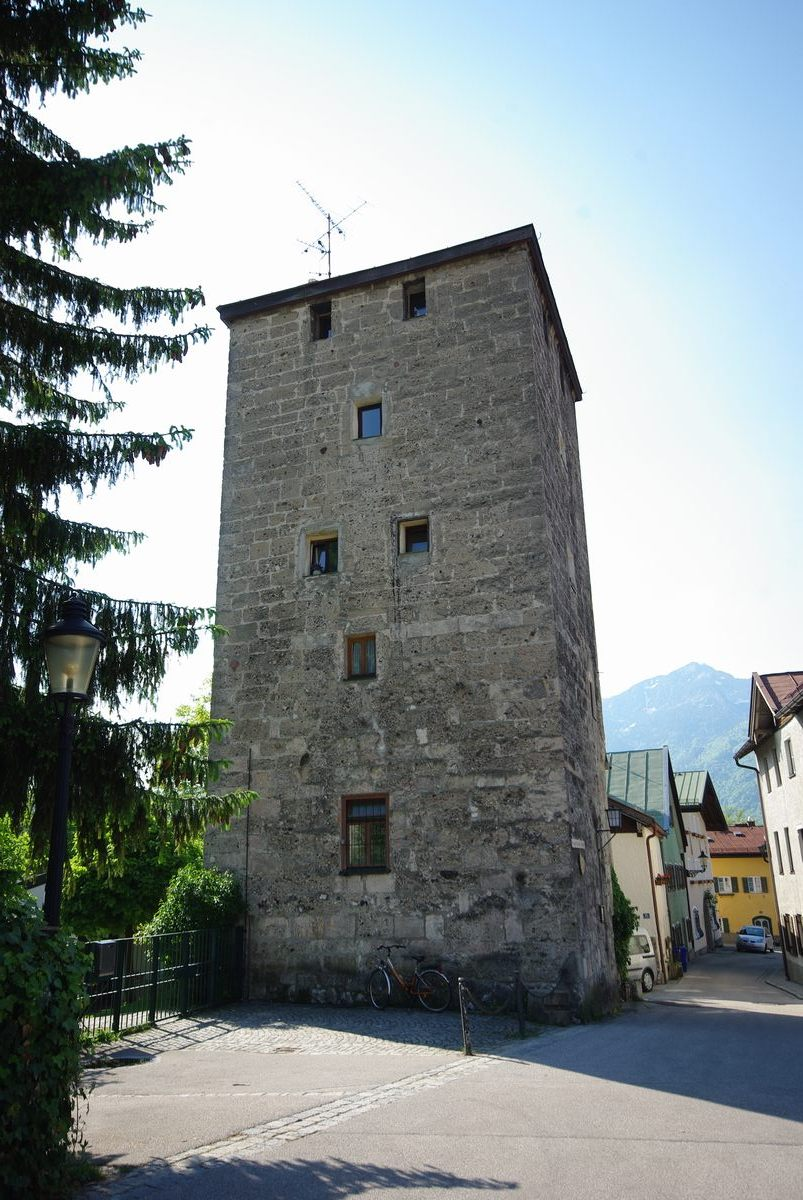
Peter-und-Paul-Turm

- Peter-und-Paul-Turm, aus Quader-Mauerwerk, wohl 13. Jahrhundert, als Wohnung ausgebaut

### Stadtmauer
- Stadtbefestigung, einst etwa drei Kilometer lange und über sechs Meter hohe Ummauerung der Stadt mit ehemals 14 Türmen und neun Toranlagen, erstmals 1275 erwähnt, bestand wohl bereits 1144, Einbeziehung von Schloss Gruttenstein, 13. Jahrhundert, Schleifung ab dem 19. Jahrhundert, heute lediglich einzelne Abschnitte sowie die Reste zweier Türme erhalten; sog. Peter- und Paulsturm, aus Quadermauerwerk, wohl 13. Jahrhundert, als Wohnung ausgebaut; sog. Pulverturm mit Resten der Stadtmauer, um 1275.